# Фотометрія полум'я
Фотометрія полум'я — оптичний метод кількісного елементного аналізу за атомними спектрами поглинання (абсорбційна Ф.п.) або випромінювання (емісійна Ф.п.). Для отримання спектрів досліджувану речовину переводять у атомний пар у полум'ї. Метод застосовують для ідентифікації лужних, лужноземельних, а також інших металів (наприклад, Ga, In, Tl, Pb, Mn). Як правило, межі визначення для лужних металів становлять 0,1—0,001 мкг/мл, для інших — 0,1—5 мкг/мл. Відносне стандартне відхилення 0,02—0,04. Застосування методу Ф.п. утруднене при порушеннях надходження елементу у полум'я внаслідок утворення важколетких сполук.